# Gens Consídia
La gens Consídia (en llatí Considia gens) era una gens romana d'origen plebeu. Cap dels membres d'aquesta gens va obtenir mai les altes funcions de la república per damunt de pretor. Apareixen sempre al segle i aC excepte en un sol cas. Els seus cognomens van ser Gallus, Longus, Nonianus i Paetus.
Alguns personatges destacats van ser: 
- Quint Considi, tribú de la plebs
- Luci Considi, duumvir
- Quint Considi, senador romà.
  - Quint Considi Gal va ser un dels hereus de Quint Turi, un usurer, l'any 43 aC. Probablement era fill del senador Quint Considi
- Quint Considi, usurer romà.
- Publi Considi, militar romà.
- Marc Considi Nonià, magistrat romà.
- Publi Considi Llong, magistrat romà.
  - Gai Considi, fill de Publi Considi Llong.